# Mateo Falcone (film)
Pour plus de détails, voir Fiche technique et Distribution.
Mateo Falcone est un film français écrit et réalisé par Éric Vuillard, tourné en 2008 et sorti le 26 novembre 2014.

## Synopsis
Les parents de Fortunato Falcone, le respectable propriétaire Mateo et son épouse, le laissent seul pour la journée. Livré à lui-même, l'enfant musarde et fait l'expérience de quelques moments de bonheur. Survient Gianetto, un fugitif qui l'effraye. Celui-ci parvient cependant, en échange d'une pièce de cinq francs, à le persuader de le cacher. C'était sans compter sur un détachement de soldats qui proposent à Fortunato, contre dénonciation de son nouveau protégé, un présent qui l'attire plus encore, une belle montre...

## Fiche technique
- Titre : Mateo Falcone
- Réalisation : Eric Vuillard
- Premier assistant réalisateur : Antoine Chevrollier
- Scénario : Eric Vuillard, d'après la nouvelle Mateo Falcone de Prosper Mérimée
- Producteurs : Emmanuel Schlumberger, Rémi Burah, Olivier Père, Catherine Jacques
- Directeur de la photographie : Yohann Charrin
- Premier assistant opérateur : Frédérique Saj
- Montage : Juliette Haubois
- Son : Yves Capus / Bibliothèque sonore : Samuel Mittelman
- Machinistes : Joyce Edorh (chef), Stéphane Ging
- Production : L Films, Mandrake Films, Arte France Cinéma
- Distribution : Aloest Distribution, et en DVD : E.S.C.
- Sorties en France :
  - 26 novembre 2014
  - 19 décembre 2017 (en DVD)

## Distribution
- Hugo de Lipowski : Fortunato Falcone, l'enfant
- Patrick Le Mauff : Mateo Falcone, un respectable propriétaire, le père de Fortunato
- Hiam Abbass : Mme Falcone, la mère de Fortunato
- Florian Cadou : Gianetto, le fugitif
- Thierry Levaret : le chef des soldats
- Pierre Moure : le jeune soldat
- Pascal Durozier, Barthélémy Goutet et Olivier Barascud : les autres soldats